# Siebenzwingstein
Koordinaten: 47° 20′ 4,9″ N, 8° 8′ 34,6″ O; CH1903: 653234 / 242888

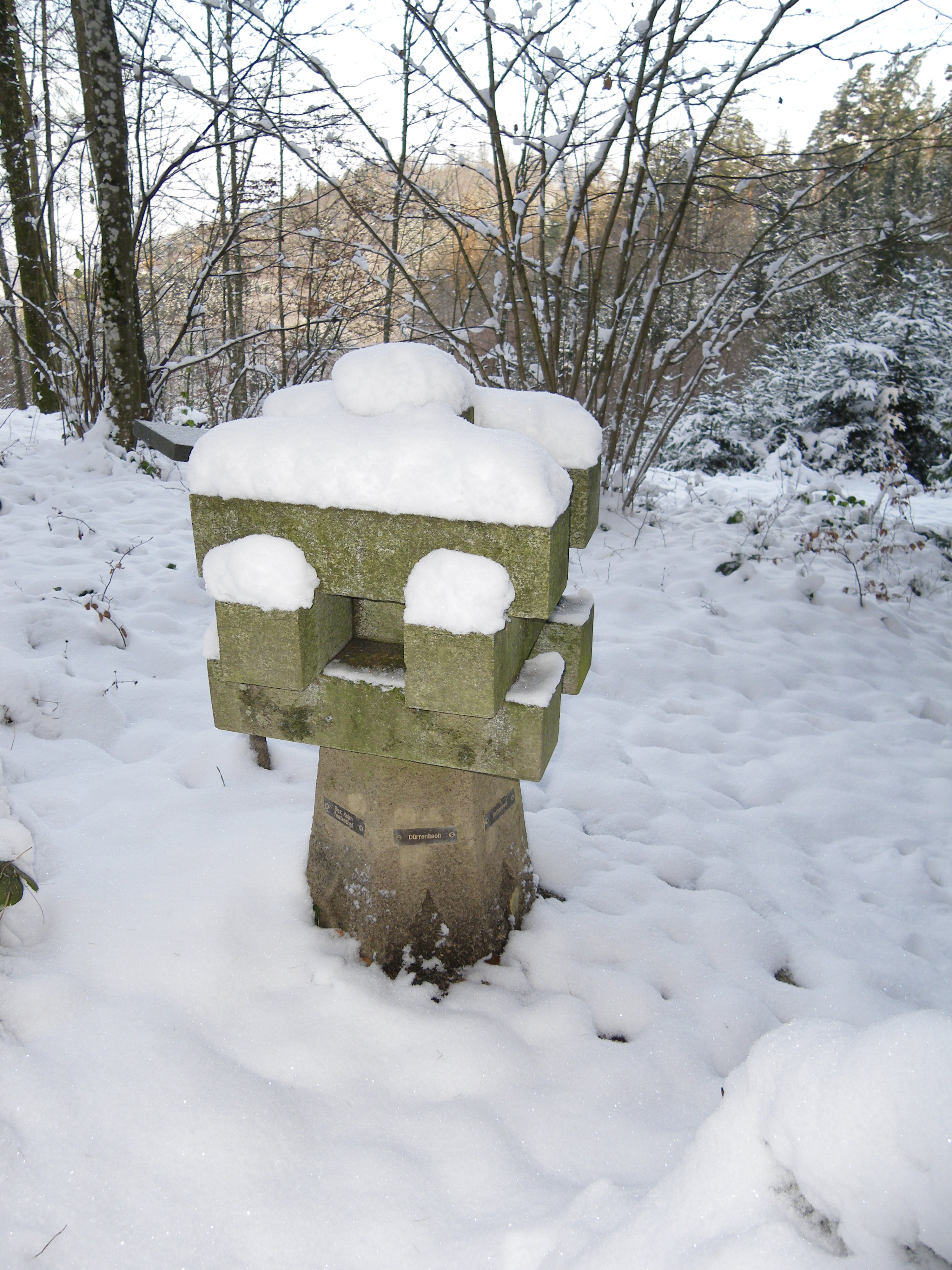
Sibe Zwingstei im Schnee

Der Siebenzwingstein – auf Karten auch als Sibe Zwingstei bezeichnet – ist ein Grenzpunkt im Kanton Aargau in der Schweiz, der durch ineinander verschränkte Granitquader markiert ist.
Der Grenzpunkt markiert die Grenze zwischen den drei Gemeinden Gränichen, Teufenthal und Seon. Damit markiert er gleichzeitig die Grenze zwischen drei Bezirken des Kantons Aargau: Lenzburg, Kulm und Aarau. Der Siebenzwingstein liegt auf 607 m ü. M.
Der Name des Steins kommt daher, dass an dieser Stelle früher sieben Gemeinden, Bezirke beziehungsweise Zwinge zusammentrafen. Ein Zwingbezirk umfasste früher meist mehrere Dörfer mit einem gemeinsamen Gerichtswesen. Die 7 Gebiete waren:
- Bezirk Kulm: Teufenthal
- Dürrenäsch (reicht aus unerklärlichen Gründen nicht mehr bis zum Siebenzwingstein)
- Retterswil (seit 1898 in die Gemeinde Seon einverleibt)
- Bezirk Lenzburg: Seon
- Bezirk Aarau: Gränichen
- Liebegg (ist in die Gemeinde Gränichen aufgegangen)
- Trostburg (gehört nun zu Teufenthal)

Es ist aus heutiger Sicht nicht erklärlich, wieso all diese Grenzen mitten im Liebeggerwald an einem schwer definierbaren Punkt zusammentrafen.